# 伊達亮治

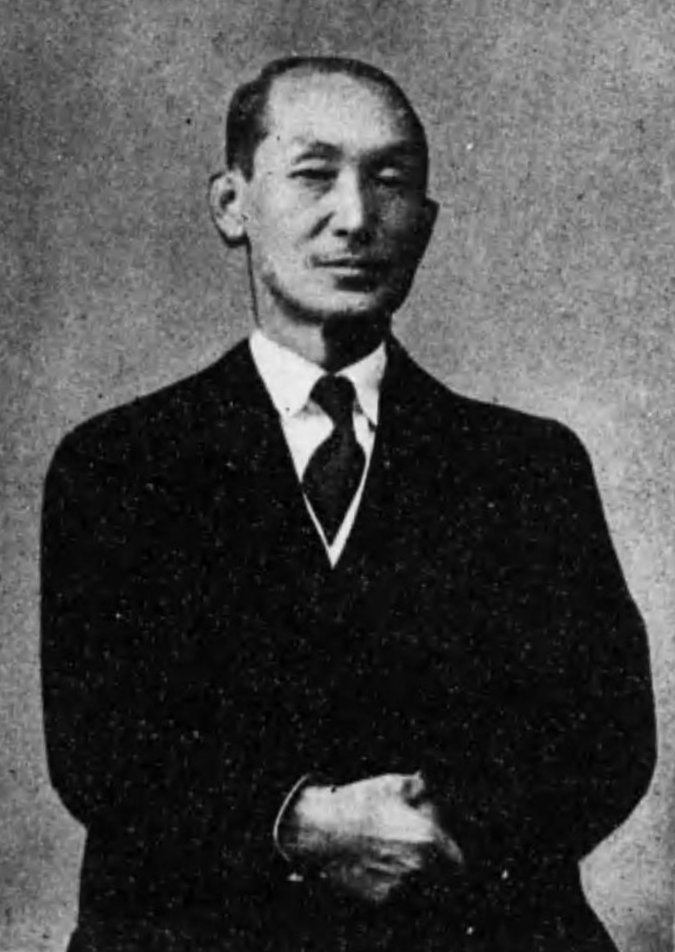
伊達亮治（「宮城県名士宝鑑」より）

伊達 亮治（だて りょうじ、1881年〈明治14年〉3月7日 - ?）は、日本の公証人、判事。正五位、勲五等。親族は下記参照。

## 経歴
伊達家一門・伊達宗亮の四男として、宮城県亘理郡坂元村に生まれる。旧制第二高等学校を経て、1912年（大正元年）に東京帝国大学法学部を卒業後直ちに高等文官試験に合格し、判事に任ぜられ、横浜・新潟・盛岡・平・土浦・水戸各地方裁判所を歴任。1923年（大正12年）に宮城控訴院判事となり、1930年（昭和5年）に退職。

## 人物
趣味は、書画と旅行。宗教は曹洞宗。

## 親族
- 妻・アイ（1893年 - ?）：宮城県、飯淵七三郎の子供[3]。
- 長男・忠亮（1915年 - ?）：東京帝国大学法学部卒業後、満州重工業開発株式会社勤務。妻は衆議院議員や七十七銀行頭取を務めた伊澤平左衛門の孫・時子（四男・平四郎の娘）[4][5]。
- 孫・政亮（1943年[6] - ）：忠亮の長男。七十七銀行行員[6]。
- 曾孫・幹生（1974年[7] - ）：政亮の長男。お笑いタレント[7]。
- 玄孫・さゆり（2002年[8][9] - ）：幹生の姪。声優[9]。